# Charles Arden-Clarke
Charles Arden-Clarke (Bournemouth, 25 luglio 1898 – Syleham, 16 dicembre 1962) è stato un politico britannico.

## Biografia
Arden-Clarke studiò alla Rossall School. Intraprese la carriera diplomatica nel servizio civile britannico, e divenne commissario residente del protettorato del Bechuanaland (poi Botswana) tra il 1937 ed il 1942, all'epoca nella quale il reggente Tshekedi Khama era in conflitto con le autorità britanniche. Fu commissario residente del Basutoland dall'agosto del 1942 al novembre del 1946, e nel 1946 venne nominato primo governatore della nuova colonia britannica del Sarawak dopo la cessazione del regno locale. Durante il suo governatorato dovette affrontare violente rivolte anti-cessioniste da parte della popolazione locale contraria alla cessione di Sarawak alla Corona Britannica; le rivolte e il clima anti britannico avrebbero poi portato all'assassinio del suo successore in tale carica, Duncan Stewart nel 1949.
Il 1º maggio 1948 divenne alto commissario britannico per il Brunei. Durante il suo brevissimo mandato promise fedeltà alla corona britannica e ribadì la ferma volontà di tutelare la popolazione locale, ma già nell'ottobre del 1949 venne sostituito da C. W. Dawson.
Dopo il governatorato del Sarawak, Arden-Clarke passò a quello della Costa d'Oro (poi Ghana), dall'agosto del 1949 sino al 1957, prendendo residenza Fort Christiansborg. Il 12 febbraio 1951 autorizzò il rilascio di Kwame Nkrumah dalla prigione di Fort James. Dopo l'indipendenza, venne nominato primo governatore generale del Ghana nel 1957, dove venne accettato con benevolenza per via della clemenza dimostrata verso Kwame Nkrumah, e ciò contribuì notevolmente ad una migliore transizione del Ghana verso l'indipendenza.